# Jaime Bermúdez
Jaime Bermúdez Merizalde, né en 1966 à Bogota, est un avocat, diplomate et homme politique colombien. Il est ministre des Affaires étrangères de 2008 à 2010.

## Biographie
De 2002 à 2006, il est conseiller en communication du président Álvaro Uribe. En août 2006, il est nommé ambassadeur de son pays en Argentine. Il est enfin ministre des Affaires étrangères du 16 juin 2006 au 7 août 2010, succédant à Fernando Araújo.
Il signe le 30 octobre 2009 avec l'ambassadeur américain William Brownfield un accord autorisant l’armée américaine à opérer à partir de sept bases militaires colombiennes.

## Source
- (es) Biographie de Jaime Bermúdez sur le site de la Présidence de la République